# Мазовше-Парцеле
Мазовше-Парцеле (пол. Mazowsze-Parcele) — село в Польщі, у гміні Черніково Торунського повіту Куявсько-Поморського воєводства.
Населення — 300 осіб (2011).
У 1975-1998 роках село належало до Влоцлавського воєводства.

## Демографія
Демографічна структура станом на 31 березня 2011 року:
|          | Загалом | Допрацездатний вік | Працездатний вік | Постпрацездатний вік |
| -------- | ------- | ------------------ | ---------------- | -------------------- |
| Чоловіки | 159     | 38                 | 102              | 19                   |
| Жінки    | 141     | 26                 | 81               | 34                   |
| Разом    | 300     | 64                 | 183              | 53                   |